# Kangoeroes Basket Mechelen in het seizoen 2024/25
Het seizoen 2024/2025 was het 16e jaar in het bestaan van de Mechelse basketbalclub Kangoeroes Basket Mechelen sinds de fusie in 2009. 

## Verloop
Het was het vierde seizoen dat de club uitkwam in de BNXT League. Volgende spelers verlieten de ploeg na vorig seizoen: Noah Gurley, Jett Speelman, Wen Mukubu, Walter Whyte, Mitch Lightfoot, Victor Vanderstraeten, Niels Van den Eynde en Willem Brandwijk. Nieuwe spelers werden: de Belgen Vic De Wilde, Dorian Marchant en Seppe Willems; de Amerikanen Aundre Hyatt, Brayden Parker en Trenton Gibson; en de Zweed Zaba Bangala. In september 2024 tekende ook nog de Belg Hans Vanwijn op basis van een interimcontract. Hierna werd ook nog de Amerikaan Josh Heath aangetrokken. Hans Vanwijn verliet eind september 2024 de club nadat hij in Israël had getekend bij Hapoel Galil Gilboa.
Eind november 2024 tekende Jonas Foerts tot begin 2025 nadat het 3x3-seizoen erop zat. In april 2025 verliet Foerts de ploeg weer voor de start van 3x3-seizoen en geraakte Brayden Parker geblesseerd. Eind april 2025 tekende de Nederlandse center/forward Chaed Wellian.
In de Beker van België won Mechelen eerst van Union Mons-Hainaut maar verloor daarna van de Leuven Bears. In het reguliere seizoen van de BNXT League kroonden ze zich kampioen. In de nationale play-offs bereikte ze de finale door te winnen van Union Mons-Hainaut en Limburg United. Door meerdere blessures kon Mechelen maar een wedstrijd winnen tegen BC Oostende in de finale.

## Ploeg
Antwerp Giants ·
Brussels Basketball ·
Den Helder Suns ·
Donar ·
Feyenoord ·
Heroes Den Bosch ·
Kangoeroes Basket Mechelen ·
Kortrijk Spurs ·
Landstede Hammers ·
Leuven Bears ·
Limburg United ·
LWD Basket ·
Okapi Aalst ·
Oostende ·
PrismaWorx BAL ·
Spirou Charleroi ·
QSTA United ·
Union Mons-Hainaut ·
ZZ Leiden